# Nova Granada
Nova Granada este un oraș în São Paulo (SP), Brazilia.